# Eccellenza Emilia-Romagna 2006-2007
Il campionato italiano di calcio di Eccellenza regionale 2006-2007 è stato il sedicesimo organizzato in Italia. Rappresenta il sesto livello del calcio italiano.
Questi sono i gironi organizzati dal comitato regionale della regione Emilia-Romagna.

## Girone A

### Squadre partecipanti
| Squadra                                 | Città (provincia)          |
| --------------------------------------- | -------------------------- |
| A.S.D. Atletic Pico Concordia Mirandola | Concordia Mirandola (MO)   |
| G.S. Bagnolese                          | Bagnolo in Piano (RE)      |
| A.C. Centese                            | Cento (FE)                 |
| A.C. Crevalcore A.S.D.                  | Crevalcore (BO)            |
| Crociati Parma                          | Noceto (PR)                |
| A.C. Dorando Pietri Carpi A.S.D.        | Carpi (MO)                 |
| A.C. Fiorano S.R.L.                     | Fiorano Modenese (MO)      |
| U.S. Fiorenzuola 1922                   | Fiorenzuola d'Arda (PC)    |
| A.C. Formigine A.S.D.                   | Formigine (MO)             |
| Meletolese F.C. 1969 A.S.D.             | Castelnovo di Sotto (RE)   |
| U.S.D. Real Val Baganza                 | Sala Baganza (PR)          |
| C.S. Sant'Agostino A.S.D.               | Sant'Agostino (FE)         |
| U.S. San Felice A.S.D.                  | San Felice sul Panaro (MO) |
| A.S.D. Scandiano                        | Scandiano (RE)             |
| A.S.D. Pol. Solierese                   | Soliera (MO)               |
| A.S.D. Termolan Bibbiano                | Bibbiano (RE)              |
| A.S.D. Valtarese Calcio                 | Borgo Val di Taro (PR)     |
| A.S.D. Virtus Pavullese                 | Pavullo nel Frignano (MO)  |

### Classifica finale
|  | Pos. | Squadra                          | Pt | G  | V  | N  | P  | GF | GS | DR  |
|  | ---- | -------------------------------- | -- | -- | -- | -- | -- | -- | -- | --- |
|  | 1.   | Crociati Parma                   | 73 | 34 | 22 | 7  | 5  | 65 | 33 | +32 |
|  | 2.   | Fiorenzuola                      | 70 | 34 | 21 | 7  | 6  | 65 | 36 | +29 |
|  | 3.   | Scandiano                        | 69 | 34 | 18 | 15 | 1  | 53 | 21 | +32 |
|  | 4.   | Virtus Pavullese                 | 67 | 34 | 20 | 7  | 7  | 55 | 24 | +31 |
|  | 5.   | Bagnolese                        | 54 | 34 | 15 | 9  | 10 | 46 | 32 | +14 |
|  | 6.   | Crevalcore                       | 48 | 34 | 13 | 9  | 12 | 43 | 44 | -1  |
|  | 7.   | Meletolese                       | 46 | 34 | 11 | 13 | 10 | 37 | 38 | -1  |
|  | 8.   | Fiorano                          | 43 | 34 | 10 | 13 | 11 | 34 | 34 | 0   |
|  | 9.   | Solierese                        | 43 | 34 | 10 | 13 | 11 | 40 | 46 | -6  |
|  | 10.  | Atletic Pico Concordia Mirandola | 42 | 34 | 11 | 9  | 14 | 40 | 49 | -9  |
|  | 11.  | San Felice                       | 41 | 34 | 11 | 8  | 15 | 39 | 44 | -5  |
|  | 12.  | Termolan Bibbiano                | 40 | 34 | 10 | 10 | 14 | 37 | 47 | -10 |
|  | 13.  | Dorando Pietri Carpi             | 35 | 34 | 9  | 8  | 17 | 33 | 54 | -21 |
|  | 14.  | Sant'Agostino                    | 34 | 34 | 7  | 13 | 14 | 32 | 51 | -19 |
|  | 15.  | Centese                          | 33 | 34 | 9  | 7  | 18 | 25 | 44 | -19 |
|  | 16.  | Real Valbaganza                  | 32 | 34 | 6  | 14 | 14 | 26 | 39 | -13 |
|  | 17.  | Formigine                        | 31 | 34 | 8  | 12 | 14 | 35 | 45 | -10 |
|  | 18.  | Valtarese                        | 22 | 34 | 6  | 4  | 24 | 34 | 58 | -24 |

### Spareggi

#### Play-out
| Squadra 1       | Totale | Squadra 2            | Andata | Ritorno |
| --------------- | ------ | -------------------- | ------ | ------- |
| Real Valbaganza | 3 - 1  | Dorando Pietri Carpi | 1 - 0  | 2 - 1   |
| Centese         | 2 - 2  | Sant'Agostino        | 2 - 2  | 0 - 0   |

Andata
| 2007 | Real Valbaganza | 1 – 0 | Dorando Pietri Carpi |  |

| 2007 | Centese | 2 – 2 | Sant'Agostino |  |

Ritorno
| 2007 | Dorando Pietri Carpi | 1 – 2 | Real Valbaganza |  |

| 2007 | Sant'Agostino | 0 – 0 | Centese |  |

## Girone B

### Squadre partecipanti
| Squadra                      | Città (provincia)                      |
| ---------------------------- | -------------------------------------- |
| F.C. Alfonsine               | Alfonsine (RA)                         |
| A.S.C. Atletico Van Goof     | Bologna (BO)                           |
| A.S.D. Castrocaro            | Castrocaro Terme e Terra del Sole (FC) |
| A.S.D. Calderara L.C.L       | Calderara di Reno (BO)                 |
| S.S. Casalecchio 1921        | Casalecchio di Reno (BO)               |
| U.S. Comacchio Lidi          | Comacchio (FE)                         |
| U.P.D. Copparese             | Copparo (FE)                           |
| A.S.D. Crespellano           | Crespellano (BO)                       |
| A.S.D. Del Conca Morciano    | Morciano di Romagna (RN)               |
| A.C. Dozzese                 | Dozza (BO)                             |
| Faenza Calcio                | Faenza (RA)                            |
| F. Baracca A.S.D.            | Lugo di Romagna (RA)                   |
| A.S.D. Fusignano             | Fusignano (RA)                         |
| A.S.D. Massa Lombarda Calcio | Massa Lombarda (RA)                    |
| A.C. Real Cesenatico         | Cesenatico (FC)                        |
| A.S.D. Real Misano           | Misano Adriatico (RN)                  |
| A.C. Sasso Marconi           | Sasso Marconi (BO)                     |
| A.S.D. Savignanese           | Savignano sul Rubicone (FC)            |

### Classifica finale
|  | Pos. | Squadra            | Pt | G  | V  | N  | P  | GF | GS | DR  |
|  | ---- | ------------------ | -- | -- | -- | -- | -- | -- | -- | --- |
|  | 1.   | Real Cesenatico    | 58 | 34 | 14 | 16 | 4  | 45 | 22 | +23 |
|  | 2.   | Savignanese        | 57 | 34 | 15 | 12 | 7  | 57 | 39 | +18 |
|  | 3.   | Fusignano          | 53 | 34 | 14 | 11 | 9  | 45 | 35 | +10 |
|  | 4.   | Faenza             | 51 | 34 | 12 | 15 | 7  | 49 | 40 | +9  |
|  | 5.   | Real Misano        | 48 | 34 | 13 | 9  | 12 | 38 | 37 | +1  |
|  | 6.   | Crespellano        | 47 | 34 | 10 | 17 | 7  | 49 | 41 | +8  |
|  | 7.   | Copparese          | 47 | 34 | 12 | 11 | 11 | 46 | 45 | +1  |
|  | 8.   | Comacchio          | 46 | 34 | 13 | 7  | 14 | 60 | 50 | +10 |
|  | 9.   | Del Conca Morciano | 44 | 34 | 10 | 14 | 10 | 42 | 37 | +5  |
|  | 10.  | Massa Lombarda     | 44 | 34 | 10 | 14 | 10 | 43 | 47 | -4  |
|  | 11.  | Alfonsine          | 44 | 34 | 11 | 11 | 12 | 43 | 49 | -6  |
|  | 12.  | Castrocaro T.D.S.  | 43 | 34 | 10 | 13 | 11 | 39 | 46 | -7  |
|  | 13.  | Sasso Marconi      | 41 | 34 | 11 | 8  | 15 | 40 | 45 | -5  |
|  | 14.  | Dozzese            | 41 | 34 | 9  | 14 | 11 | 39 | 45 | -6  |
|  | 15.  | Atletico Van Goof  | 40 | 34 | 9  | 13 | 12 | 41 | 41 | 0   |
|  | 16.  | Casalecchio        | 37 | 34 | 9  | 10 | 15 | 29 | 47 | -18 |
|  | 17.  | Calderara          | 34 | 34 | 7  | 13 | 14 | 32 | 44 | -12 |
|  | 18.  | Baracca Lugo       | 32 | 34 | 6  | 14 | 14 | 28 | 55 | -27 |

### Spareggi

#### Play-out
| Squadra 1         | Totale | Squadra 2     | Andata | Ritorno |
| ----------------- | ------ | ------------- | ------ | ------- |
| Casalecchio       | 1 - 2  | Sasso Marconi | 0 - 1  | 1 - 1   |
| Atletico Van Goof | 0 - 4  | Dozzese       | 0 - 1  | 0 - 3   |

Andata
| 2007 | Casalecchio | 0 – 1 | Sasso Marconi |  |

| 2007 | Atletico Van Goof | 0 – 1 | Dozzese |  |

Ritorno
| 2007 | Sasso Marconi | 1 – 1 | Casalecchio |  |

| 2007 | Dozzese | 3 – 0 | Atletico Van Goof |  |